# Левиновский, Юрий Константинович
Ю́рий Константи́нович Левино́вский (28 июня 1933, Средне-Волжская область, СССР — 2 октября 2008, Москва) — русский советский художник, график, автор более 80 знаков почтовой оплаты, свыше 200 почтовых конвертов.

## Биография
Юрий Левиновский родился в Средне-Волжской области. В юношеские годы занимался спортом. Был чемпионом Чкаловской области по лёгкой атлетике. По окончании школы он поступил в Московский институт физкультуры. Однако спортивная карьера Левиновского не сложилась. Поэтому, по окончании института физкультуры, Юрий Константинович поступил на отделение графики Московского полиграфического института. Не окончив по личным причинам институт, Левиновский устроился на работу художником-оформителем на ВДНХ, а через некоторое время перешёл работать в ДИЭЗПО.
Первая почтовая марка по его рисунку была выпущена в 1965 году по случаю IX Всесоюзной Спартакиады школьников. К 1975 году им было создано около 80 почтовых марок, более двухсот маркированных почтовых конвертов, большое число поздравительных иллюстрированных почтовых открыток.
На конкурсе Министерства связи СССР и Союза художников СССР в 1975 году получил вторую премию за создание оригиналов почтовых марок на тему «30-летие Победы советского народа в Великой Отечественной войне».
Последней миниатюрой, выполненной художником, стала российская почтовая марка, приуроченная к Играм доброй воли в Санкт-Петербурге в 1994 году.
Ю. К. Левиновский умер в 2008 году в Москве.

## Творчество
Для творчества Левиновского характерно внимательное и тщательное изучение материала, истории вопроса, глубокое проникновение в тему, доходчивое и яркое художественное воплощение тем политического характера.
Им выполнено много почтовых миниатюр такой тематики, как космонавтика, лениниана, Великая Отечественная война, юбилеи СССР, союзных республик и КПСС.

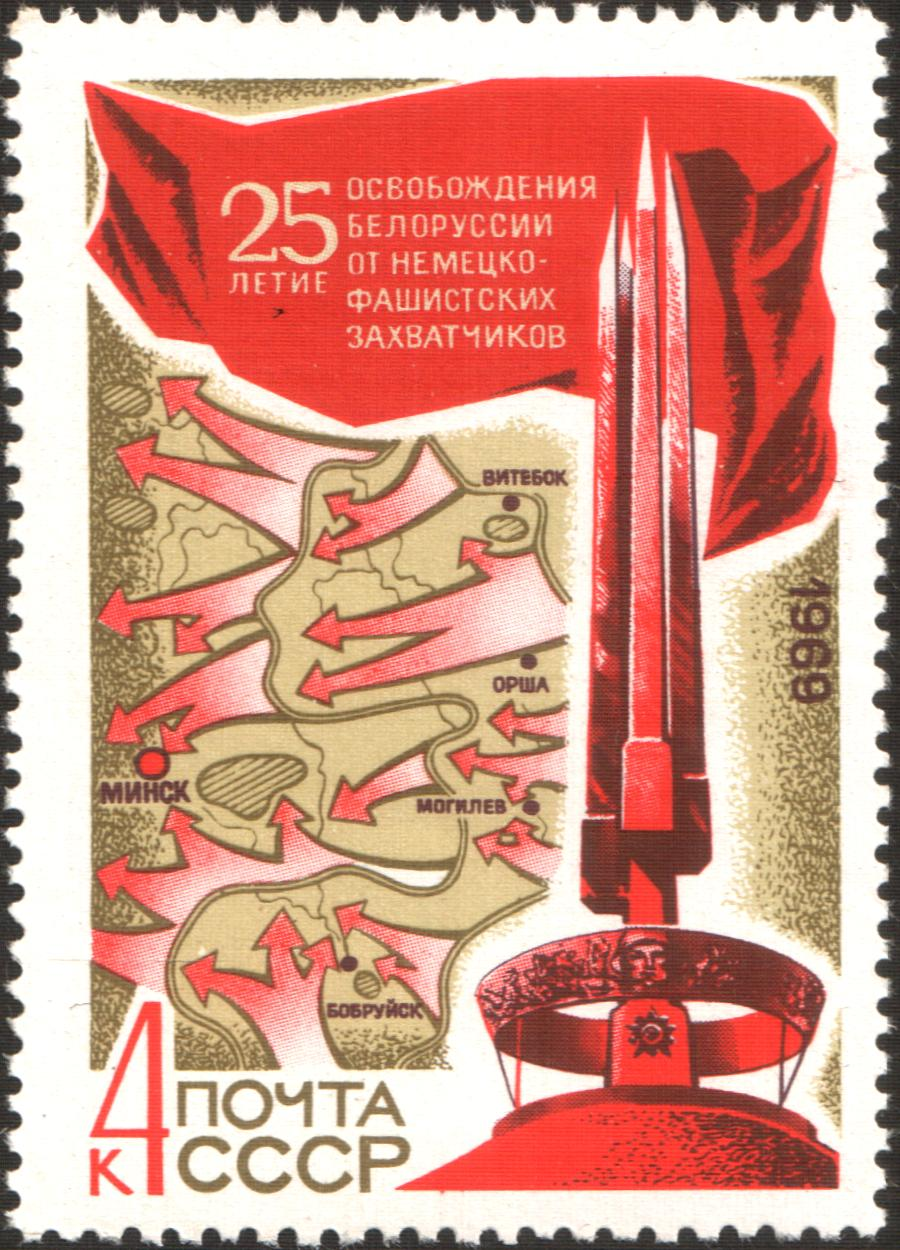
Марка СССР (1969), посвящённая 25-летию освобождения Белоруссии от немецко-фашистских захватчиков

В качестве примера того, как художник работал над сюжетами своих марок, можно привести марку СССР, вышедшую к 25-летию освобождения Белоруссии от гитлеровцев. Когда ему поручили разработать дизайн будущей марки, Ю. К. Левиновский предварительно наметил два эскиза марок и поехал в Минск, чтобы доработать их на месте. Один эскиз изображал обелиск Победы в Минске, а другой — танк на постаменте у минского Дома офицеров. Однако по пути из окна вагона художник заметил какую-то стройку. Узнав, что это идёт строительство мемориального комплекса «Курган Славы» на 21-м километре автомагистрали М2 Минск-Москва, Левиновский решил изобразить на юбилейной марке именно его. Проблема была в том, что будущий монумент был недостроен и ещё стоял в лесах. Тогда художник договорился о встрече с автором памятника, скульптором А. О. Бембелем в его мастерской, изобразил штыки-обелиски по одному из макетов, а затем побывал и на самой площадке строительства. Один из подготовленных им нескольких вариантов марки был утверждён к выпуску. После этого величественный Курган Славы неоднократно становился темой рисунков почтовых марок как СССР, так и Белоруссии, но эта марка так и останется в истории примером изображения ещё не существующего памятника.
Получив задание подготовить серию марок «Решения XXIV съезда КПСС — в жизнь», художник прежде всего посетил ряд заводов, павильоны ВДНХ, изучил материалы съезда, что позволило ему вместе с художником А. И. Шмидштейном «ярко, обстоятельно, свежо» раскрыть тему.

## Марки, созданные Левиновским
СССР
- IX Всесоюзная Спартакиада школьников в Минске (совместно с И. Мартыновым; 12 августа 1965 (ЦФА [АО «Марка»] № 3249-3250))
- Советское киноискусство (совместно с И. Мартыновым; 29 сентября 1965 (ЦФА [АО «Марка»] № 3383-3388))
- Туризм в СССР (20 июля — 14 сентября 1966 (ЦФА [АО «Марка»] № 3249-3250))
- 50 лет Октябрьской революции. Гербы и флаги СССР и Союзных республик. (совместно с Н. Андреевой; 4 августа 1967 (ЦФА [АО «Марка»] № 3510-3525))
- День космонавтики (12 апреля 1968 (ЦФА [АО «Марка»] № 3621-3623))
- Консультативная комиссия почтовых изучений Всемирного почтового союза в Москве (30 июня 1968 (ЦФА [АО «Марка»] № 3635-3636))
- 50 лет Коммунистической партии Украины (2 июля 1968 (ЦФА [АО «Марка»] № 3638))
- Первые Всесоюзные юношеские летние спортивные игры в Киеве, посвящённые 50-летию ВЛКСМ (9 июля 1968 (ЦФА [АО «Марка»] № 3639))
- Космическая система «Орбита» (29 ноября 1968 (ЦФА [АО «Марка»] № 3697))
- Железнодорожный транспорт СССР (14 декабря 1968 (ЦФА [АО «Марка»] № 3700-3701))
- 50 лет Коммунистической партии Белоруссии (23 декабря 1968 (ЦФА [АО «Марка»] № 3702))
- 50 лет Белорусской ССР (1 января 1969 (ЦФА [АО «Марка»] № 3720-3722))
- День космонавтики (12 апреля 1969 (ЦФА [АО «Марка»] № 3731-3734))
- 25 лет освобождения Белоруссии от фашистской оккупации (3 июля 1969 (ЦФА [АО «Марка»] № 3767))
- 25 лет Польской Народной Республики (10 июля 1969 (ЦФА [АО «Марка»] № 3768))
- 52-я годовщина Октябрьской революции (21 октября — 6 ноября 1969 (ЦФА [АО «Марка»] № 3807-3808))
- 25-летие освобождения Румынии от фашистской оккупации (31 декабря 1969 (ЦФА [АО «Марка»] № 3840))
- 150 лет открытию Антарктиды кругосветной высокоширотной экспедицией Ф. Ф. Беллинсгаузена и М. П. Лазарева (27 января 1970 (ЦФА [АО «Марка»] № 3852-3853))
- 125 лет Географическому обществу СССР (26 февраля 1970 (ЦФА [АО «Марка»] № 3857))
- Международный научный симпозиум ЮНЕСКО «В. И. Ленин и проблемы развития науки, культуры и образования» (Тампере — Ленинград) (26 марта 1970 (ЦФА [АО «Марка»] № 3872))
- День космонавтики (12 апреля 1970 (ЦФА [АО «Марка»] № 3878))
- 25 лет Всемирной федерации демократической молодёжи (20 мая 1970 (ЦФА [АО «Марка»] № 3898))
- 25 лет Договору о дружбе, сотрудничестве и взаимной помощи между СССР и ПНР (26 июля 1970 (ЦФА [АО «Марка»] № 3908))
- Решения июльского Пленума ЦК КПСС по сельскому хозяйству — в жизнь! 30 октября 1970 (ЦФА [АО «Марка»] № ))
- XXIV съезд КПСС 23 марта 1971 (ЦФА [АО «Марка»] № ))
- Решения XXIV съезда КПСС — в жизнь! (совместно с А. Шмидштейном; 29 сентября 1971 (ЦФА [АО «Марка»] № 4046-4051))
- Подвиг героев будет жить века (совместно с А. Шмидштейном; 20 октября 1971 (ЦФА [АО «Марка»] № 4060))
- II Всесоюзная юношеская филателистическая выставка в Минске (17 мая 1972 (ЦФА [АО «Марка»] № 4125))
- 25 лет независимости Индии (27 июля 1972 (ЦФА [АО «Марка»] № 4151))
- 50 лет образования СССР (совместно с А. Шмидштейном; 28 октября 1972 (ЦФА [АО «Марка»] № 4173-4178))
- XX летние Олимпийские игры (15 ноября 1972 (ЦФА [АО «Марка»] № 4142-4143))
- С Новым, 1973 годом! (грав. Т. Никитина; 15 ноября 1972 (ЦФА [АО «Марка»] № 4180))
- 50 лет московским театрам (1 февраля 1973 (ЦФА [АО «Марка»] № 4213-4214))
- 50 лет спортивным обществам СССР (совместно с Ю. Бронфенбренером; 14 марта — 18 апреля 1973 (ЦФА [АО «Марка»] № 4219-4220))
- V конференция писателей стран Азии и Африки (Алма-Ата) (31 августа 1973 (ЦФА [АО «Марка»] № 4270))
- Всемирный конгресс миролюбивых сил в Москве (3 октября 1973 (ЦФА [АО «Марка»] № 4283))
- 56 лет Октябрьской революции (3 октября 1973 (ЦФА [АО «Марка»] № 4284))
- Всесоюзный Ленинский Коммунистический Союз Молодёжи (30 марта 1974 (ЦФА [АО «Марка»] № 4328-4329))
- 30 лет Победе советского народа в Великой Отечественной войне (22 апреля 1975 (ЦФА [АО «Марка»] № 4450-4456))
- Международная филателистическая выставка «Соцфилекс-75» (25 апреля 1975 (ЦФА [АО «Марка»] № 4458-4459))
- IX Международный кинофестиваль (9 июля 1975 (ЦФА [АО «Марка»] № 4473))
- Решения XXV съезда КПСС — в жизнь! (17 сентября 1976 (ЦФА [АО «Марка»] № 4622-4626))
- Принятие новой Конституции СССР (7 октября 1977 (ЦФА [АО «Марка»] № 4759))
- 30 лет независимости Индии (14 декабря 1977 (ЦФА [АО «Марка»] № 4781))
- 50 лет зерновому совхозу «Гигант» (27 января 1978 (ЦФА [АО «Марка»] № 4797))
- Исследования на орбитальном космическом комплексе «Союз-29» — «Салют-6» — «Союз-31» (20 декабря 1978 (ЦФА [АО «Марка»] № 4924))
- 60 лет Белорусской ССР и Коммунистической партии Белоруссии, 1 января 1979 (ЦФА [АО «Марка»] № 4932)
- 60 лет провозглашению Венгерской советской республики (21 марта 1979 (ЦФА [АО «Марка»] № 4953))
- 50 лет Магнитогорску (24 мая 1979 (ЦФА [АО «Марка»] № 4965))
- Программа мира в действии (5 декабря 1979 (ЦФА [АО «Марка»] № 5018-5020))
- Высокоширотная полярная экспедиция газеты «Комсомольская правда» (25 декабря 1979 (ЦФА [АО «Марка»] № 5031))
- Международные полёты по программе «Интеркосмос» (12 апреля 1980 (ЦФА [АО «Марка»] № 5067))
- Полёт в космос пятого международного экипажа (СССР — ВНР) (27 мая — 4 июня 1980 (ЦФА [АО «Марка»] № 5082-5084))
- Полёт в космос шестого международного экипажа (СССР — СРВ) (24 июля — 1 августа 1980 (ЦФА [АО «Марка»] № 5096-5098))
- Полёт в космос седьмого международного экипажа (СССР — Куба) (19-27 сентября 1980 (ЦФА [АО «Марка»] № 5112-5114))
- 63 года Октябрьской революции (20 октября 1980 (ЦФА [АО «Марка»] № 5118))
- Успешное завершение Игр XXII Олимпиады в Москве (21 ноября 1980 (ЦФА [АО «Марка»] № 5126))
- Советские исследования в Антарктике (5 января 1981 (ЦФА [АО «Марка»] № 5146-5148))
- От съезда к съезду (18 февраля 1981 (ЦФА [АО «Марка»] № 5156-5161))
- Полёт в космос восьмого международного экипажа (СССР — МНР) (23-30 марта 1981 (ЦФА [АО «Марка»] № 5170-5172))
- Полёт в космос девятого международного экипажа (СССР — Румыния) (15-23 мая 1981 (ЦФА [АО «Марка»] № 5189-5191))
- Речной флот СССР (9 июля 1981 (ЦФА [АО «Марка»] № 5206-5209))
- Отечественные локомотивы (20 мая 1982 (ЦФА [АО «Марка»] № 5293-5297))
- 50 лет Комсомольску-на-Амуре (20 июня 1982 (ЦФА [АО «Марка»] № 5305))
- Совместный советско-французский космический полёт на корабле «Союз-Т-6» (24 июня — 2 июля 1982 (ЦФА [АО «Марка»] № 5309-5311))
- Покорение Эвереста советскими спортсменами (20 декабря 1982 (ЦФА [АО «Марка»] № 5356))
- 80 лет II съезду РСДРП (5 января 1983 (ЦФА [АО «Марка»] № 5363))
- Промысловые рыбы (5 августа 1983 (ЦФА [АО «Марка»] № 5414-5418))
- Продовольственная программа СССР (10 октября 1983 (ЦФА [АО «Марка»] № 5440-5442))
- Долой ядерное оружие! (19 октября 1983 (ЦФА [АО «Марка»] № 5447))
- Совместный советско-индийский космический полёт на корабле «Союз-Т-11» (3—5 апреля 1984 (ЦФА [АО «Марка»] № 5491-5494))
- 50 лет героическому походу «Челюскина» (13 апреля 1984 (ЦФА [АО «Марка»] № 5496-5498))
- 50 лет установлению звания Героя Советского Союза (13 апреля 1984 (ЦФА [АО «Марка»] № 5499))
- 60 лет присвоению комсомольской организации имени В. И. Ленина (1 июля 1984 (ЦФА [АО «Марка»] № 5523))
- Охрана окружающей среды (4 декабря 1984 (ЦФА [АО «Марка»] № 5581))
- 40 лет Победы советского народа в Великой Отечественной войне (совместно с А. Шмидштейном; 20 апреля 1985 (ЦФА [АО «Марка»] № 5617-5622))
- Матч на первенство мира по шахматам (Москва) (2 сентября 1985 (ЦФА [АО «Марка»] № 5667))
- Трезвость — норма жизни (30 декабря 1985 (ЦФА [АО «Марка»] № 5686-5687))
- Международный год мира (2 января 1986 (ЦФА [АО «Марка»] № 5689))
- Всемирная выставка «Экспо-86» (Ванкувер) (25 марта 1986 (ЦФА [АО «Марка»] № 5710))
- Наш дом — Земля (10 сентября 1986 (ЦФА [АО «Марка»] № 5761))
- Открытие железнодорожно-паромного сообщения между ГДР и СССР (23 сентября 1986 (ЦФА [АО «Марка»] № 5763))
- Спортивные самолёты конструктора А. С. Яковлева (25 ноября 1986 (ЦФА [АО «Марка»] № 5780-5784))
- Решения XXVII съезда КПСС — в жизнь! (совместно с А. Керносовым и А. Кецба; 12 декабря 1986 (ЦФА [АО «Марка»] № 5786-5790))
- XX съезд ВЛКСМ (3 марта 1987 (ЦФА [АО «Марка»] № 5811))
- 40-я велогонка Мира (6 мая 1987 (ЦФА [АО «Марка»] № 5827))
- Советско-индийский фестиваль (3 июля 1987 (ЦФА [АО «Марка»] № 5851-5852))
- Совместный советско-сирийский космический полёт (22-30 июля 1987 (ЦФА [АО «Марка»] № 5854-5857))
- Всемирная выставка «Экспо-88» (Брисбен, Австралия) (30 апреля 1988 (ЦФА [АО «Марка»] № 5939))
- Агитация за перестройку (5 мая 1988 (ЦФА [АО «Марка»] № 5941-5942))
- Советско-американская встреча на высшем уровне (Москва) (29 мая 1988 (ЦФА [АО «Марка»] № 5950))
- За безъядерный мир! (16 июня 1988 (ЦФА [АО «Марка»] № 5954))
- XIX Всесоюзная конференция КПСС (16 июня 1988 (ЦФА [АО «Марка»] № 5957))
- Второй совместный советско-французский космический полёт (26 ноября 1988 (ЦФА [АО «Марка»] № 6006))
- День космонавтики (12 апреля 1989 (ЦФА [АО «Марка»] № 6061))
- 150 лет фотографии (24 мая 1989 (ЦФА [АО «Марка»] № 6073))
- VI съезд Всесоюзного общества филателистов (9 августа 1989 (ЦФА [АО «Марка»] № 6100))
- Сохраним родную природу (8 января 1990 (ЦФА [АО «Марка»] № 6163-6165))
- Международная филателистическая выставка «Армения-90» (Ереван) (24 ноября 1990 (ЦФА [АО «Марка»] № 6269))
- Русская Америка (14 марта 1991 (ЦФА [АО «Марка»] № 6302-6304))
- 250 лет плаванию В. Беринга и А. Чирикова к берегам Америки (27 июля 1991 (ЦФА [АО «Марка»] № 6344-6345))

Россия
- Совместный российско-германский космический полёт (17 марта 1992 (ЦФА [АО «Марка»] № 10))
- 500-летие открытия Америки (18 марта 1992 (ЦФА [АО «Марка»] № 11))
- Географические открытия (23 июня 1992 (ЦФА [АО «Марка»] № 29-31))
- Космическая связь (12 апреля 1993 (ЦФА [АО «Марка»] № 82-87))
- Игры доброй воли в Санкт-Петербурге (5 июля 1994 (ЦФА [АО «Марка»] № 175))

Почтовые марки СССР и России работы Ю. К. Левиновского
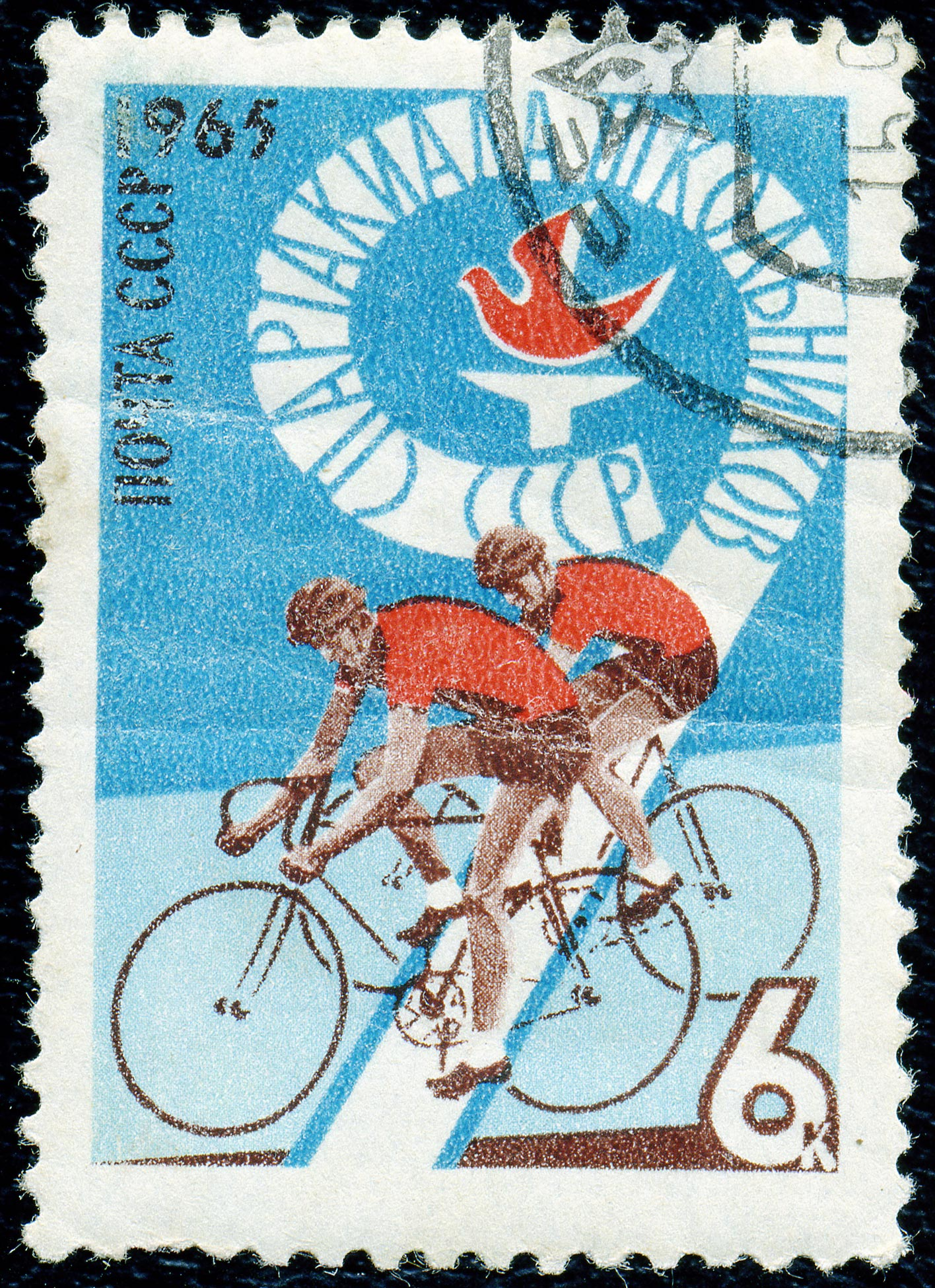
1965: IX Всесоюзная Спартакиада школьников в Минске (ЦФА [АО «Марка»] № 3250))
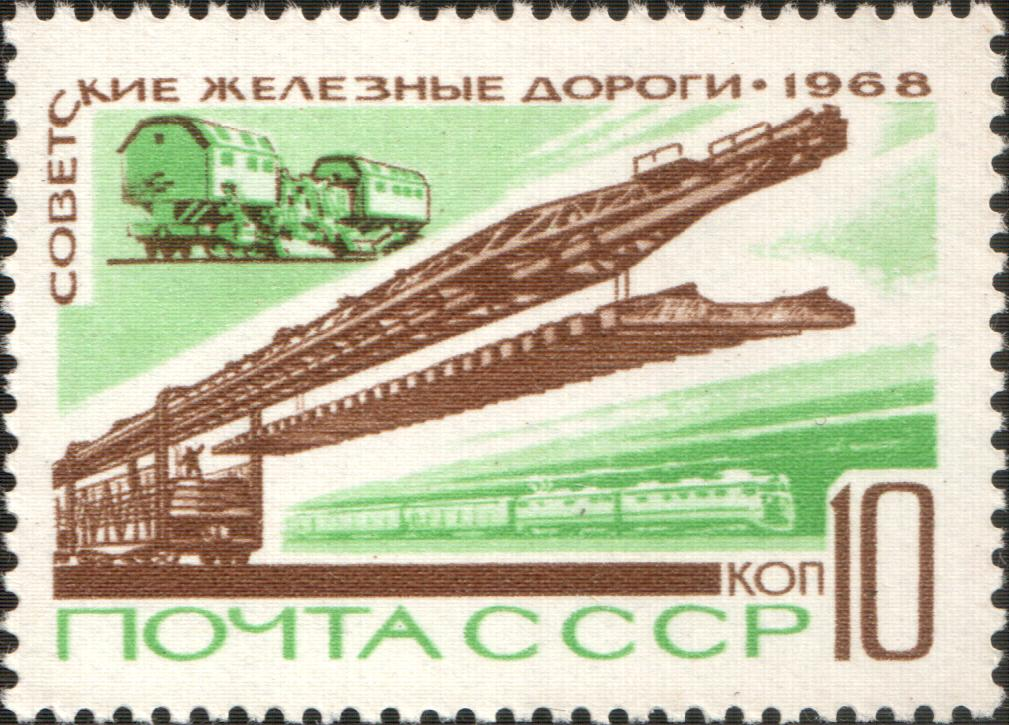
1968: Железнодорожный транспорт СССР (ЦФА [АО «Марка»] № 3701)
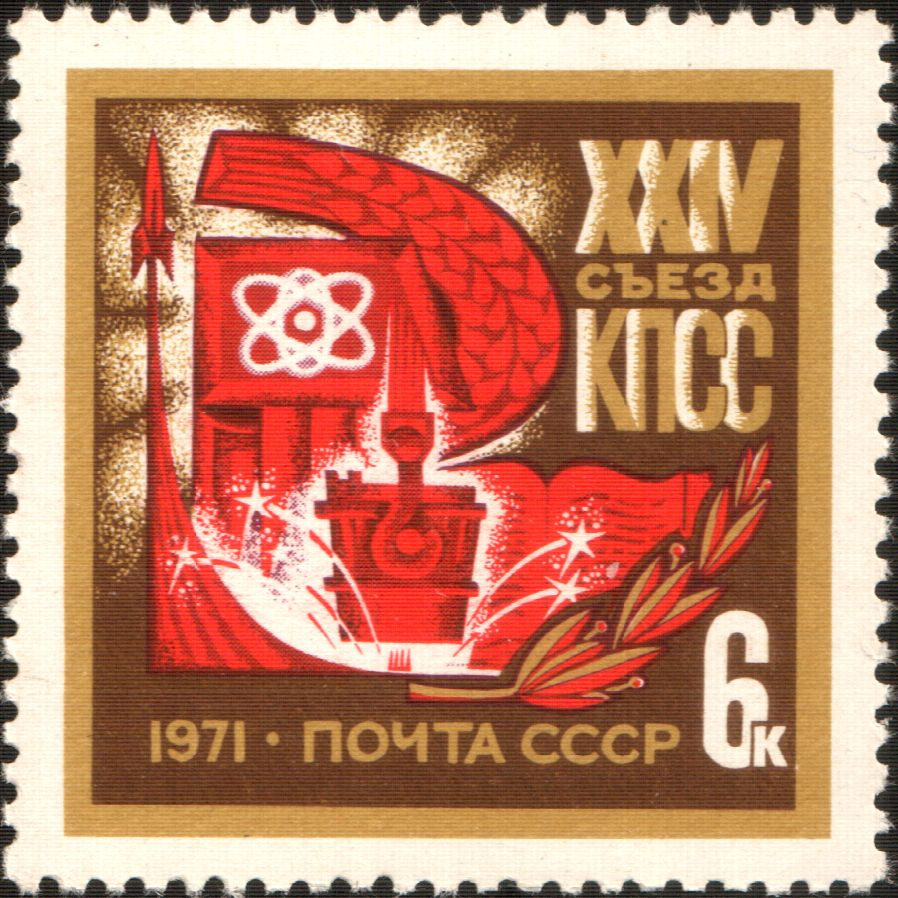
1971: «Решения XXIV съезда КПСС — в жизнь» (ЦФА [АО «Марка»] № 3967)
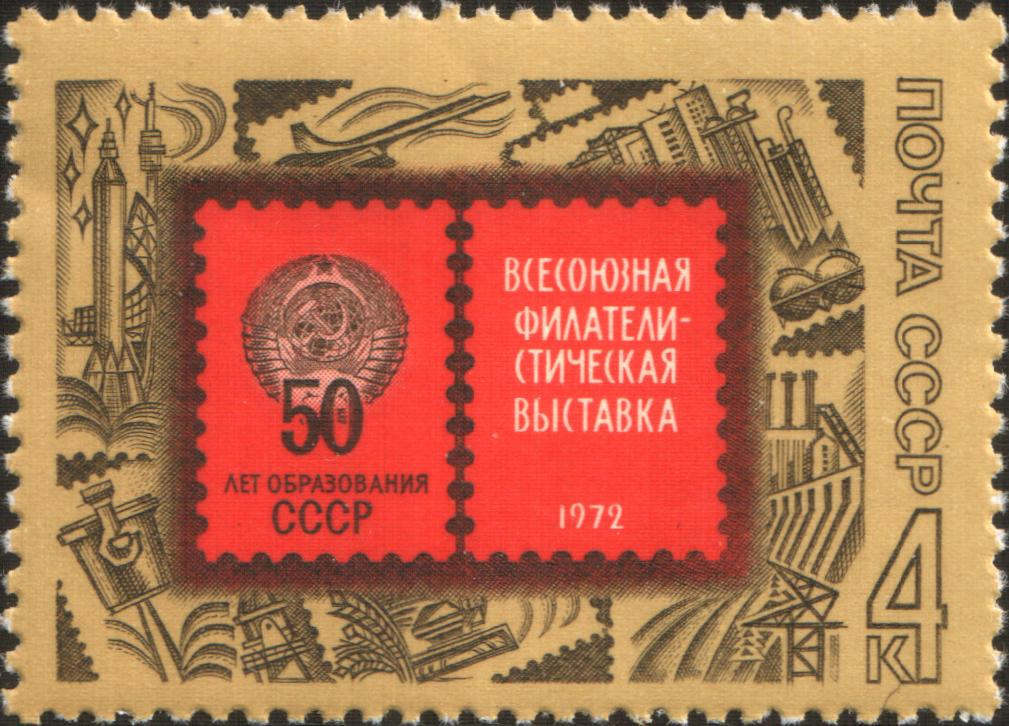
1972: Всесоюзная филателистическая выставка в Москве, посвящённая 50-летию образования СССР (ЦФА [АО «Марка»] № 4170)
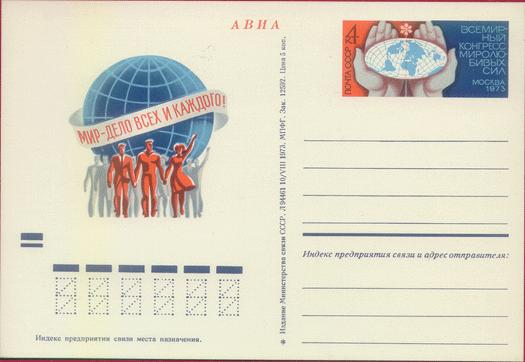
1972:Мир дело всех и каждого. Всемирный конгресс миролюбивых сил. Москва (25-31.10)
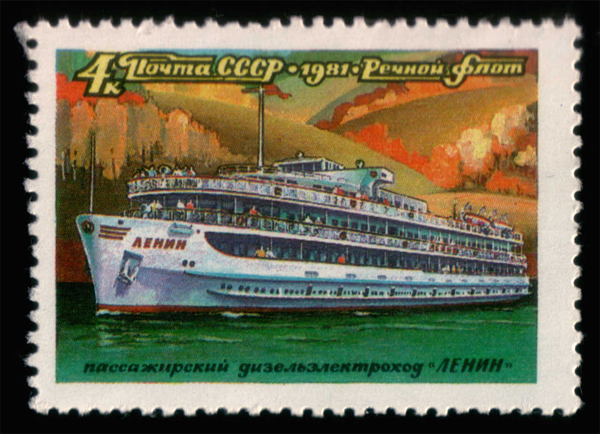
1981: Пассажирский дизель-электроход «Ленин», марка из серии «Речной флот СССР» (ЦФА [АО «Марка»] № 5206)
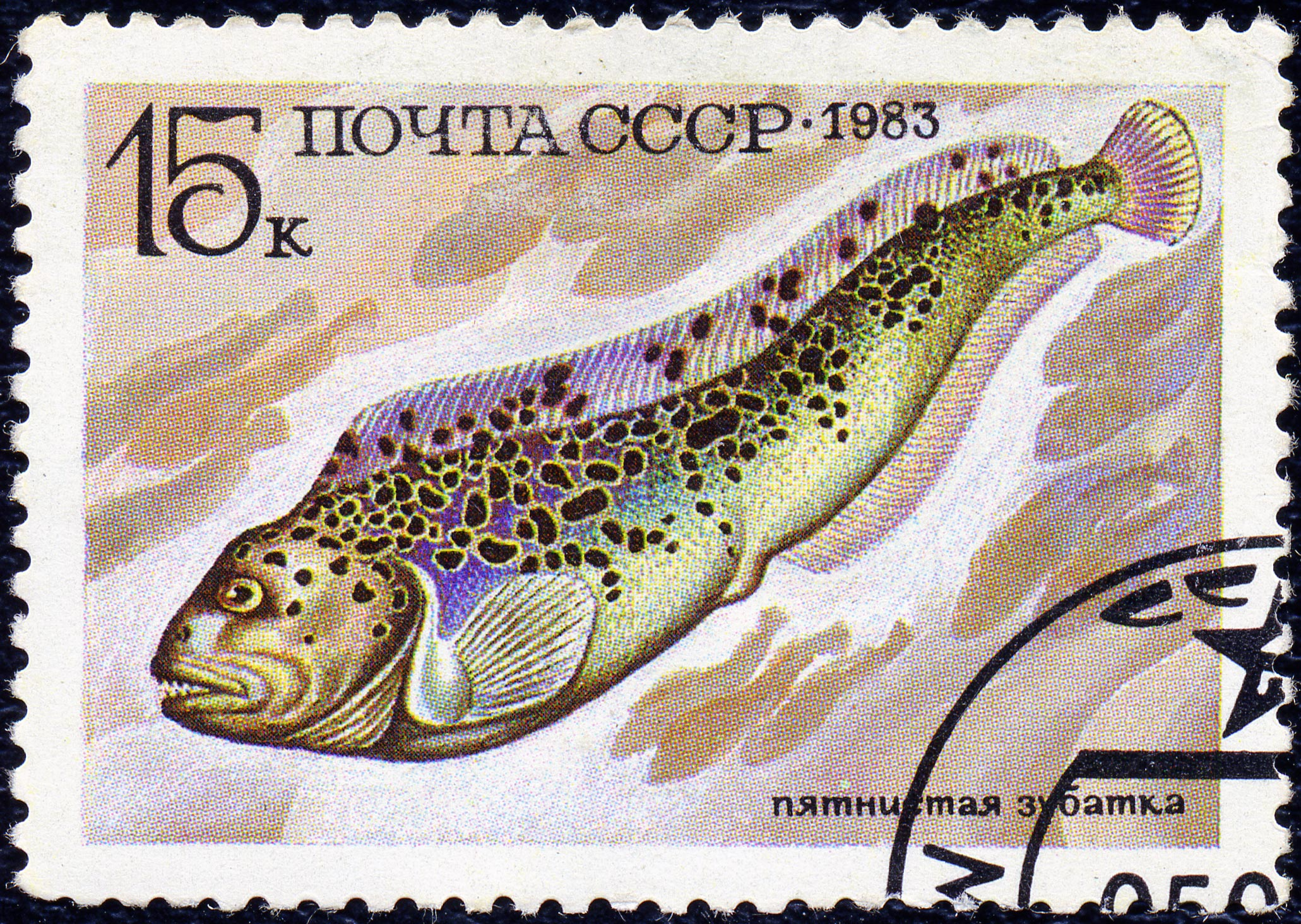
1983: Пятнистая зубатка, марка из серии «Промысловые рыбы» (ЦФА [АО «Марка»] № 5416)
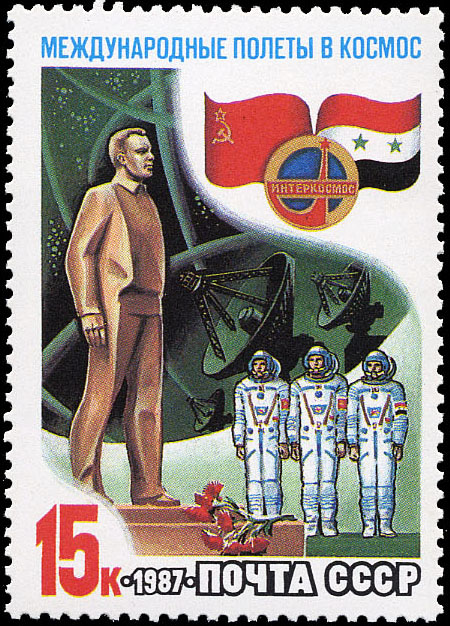
1987: Совместный советско-сирийский космический полёт (ЦФА [АО «Марка»] № 5856)
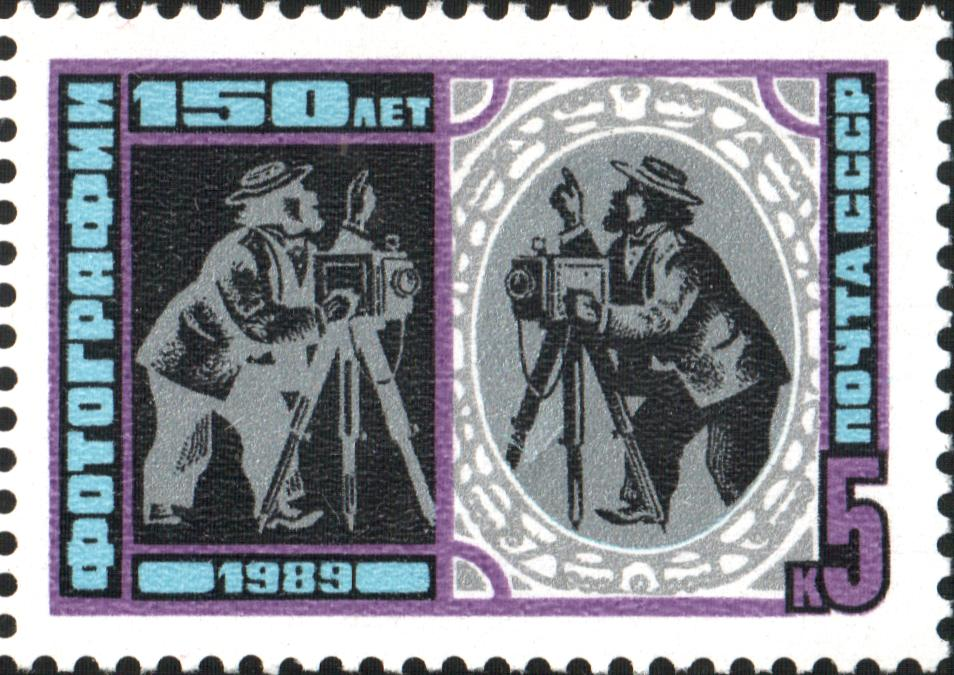
1989: 150 лет фотографии (ЦФА [АО «Марка»] № 6073)
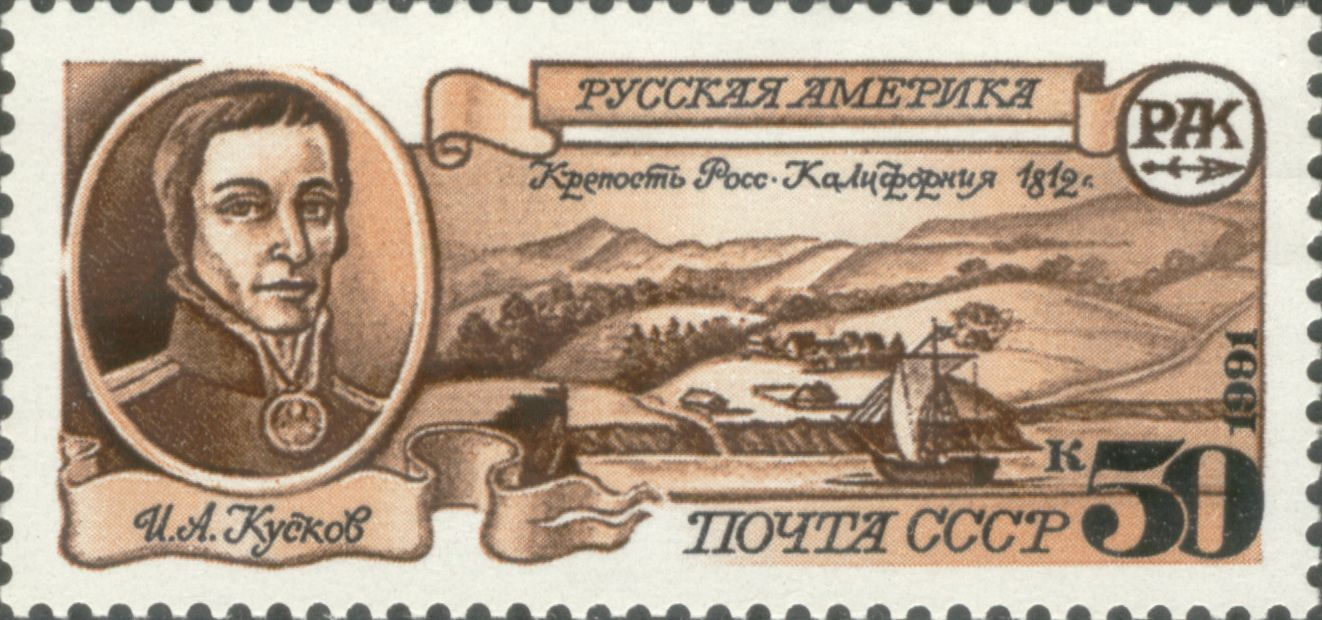
1991: Иван Кусков на марке из серии «Русская Америка» (ЦФА [АО «Марка»] № 6304)
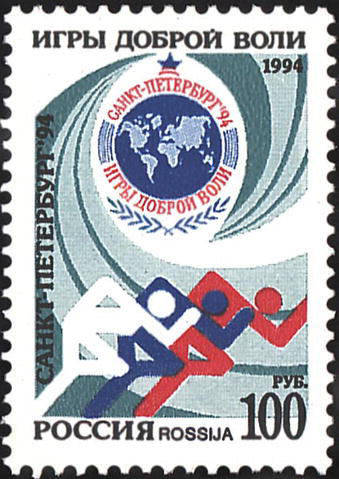
1994: Игры доброй воли в Санкт-Петербурге (ЦФА [АО «Марка»] № 175)

## Левиновский-филателист
Ю. К. Левиновский и сам увлекался филателией, коллекционировал почтовые марки. Последние годы жизни он был руководителем клуба филателистов при Центральном Доме работников искусства.